# Cross Hands
Cross Hands är en ort i Storbritannien.   Den ligger i kommunen Carmarthenshire och riksdelen Wales, i den södra delen av landet, 270 km väster om huvudstaden London. Cross Hands ligger 139 meter över havet och antalet invånare är 4 549.
Terrängen runt Cross Hands är kuperad österut, men västerut är den platt. Runt Cross Hands är det ganska tätbefolkat, med 100 invånare per kvadratkilometer. Närmaste större samhälle är Llanelli, 13,3 km söder om Cross Hands. Trakten runt Cross Hands består i huvudsak av gräsmarker.